# Charles Hindelang

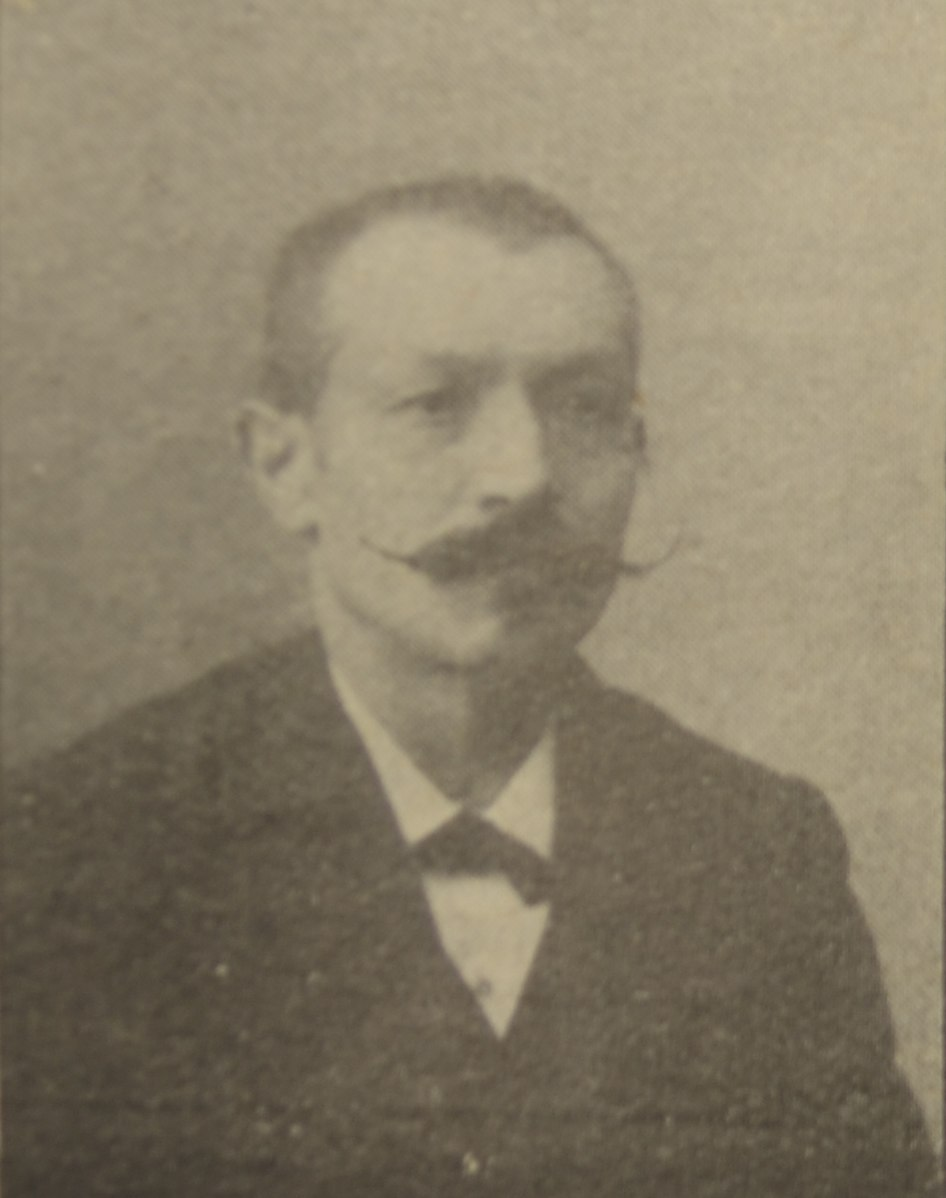
Charles Hindelang, 1911

Charles Hindelang (* 27. März 1865 in Riedseltz; † 7. Oktober 1943 in Colmar) war ein deutscher Politiker (SPD Elsaß-Lothringen).

## Leben und Wirken
Charles Hindelang machte nach dem Abschluss der Volksschule eine Ausbildung als Tischler und wurde Tischlermeister in Colmar. Er war katholischen Glaubens und verheiratet.
In Colmar war er 1901 bis 1902 Vorsitzender des Gewerkschaftskartells. In den Jahren 1902 bis 1908 und 1914 bis 1918 war er Mitglied des Gemeinderats der Stadt. Nachdem das Elsass 1918 wieder französisch geworden war, wurde er 1922 bis 1925 erneut als conseiller municipal in Colmar gewählt.
Charles Hindelang war 1911 bis 1918 für den Wahlkreis Colmar-Stadt Mitglied der Zweiten Kammer des Landtags des Reichslandes Elsaß-Lothringen für die SPD.